# Alavi (grad)
Alavi (perzijski: علوی) je novi planirani grad, izgrađen 40 km od Bandar Abasa u Iranu.
Udaljen je 15 km od temeljnih industrija i lučkih kapaciteta.
Grad je dizajniran za prikupljanje i planiranje, u svrhu izlaženja u susret potrebama radnika u naftnoj industriji, čeličanama, tvornicama glinika, brodogradnji, kao i zaposlenicima Šahid Rajaie Port facility i drugih okolnih industrija.
Grad će biti u mogućnosti primiti 100.000 stanovnika na površini od 3.000 hektara grad se još u izgradnji.

## Vanjske poveznice
- Alavi   Arhivirana inačica izvorne stranice od 3. listopada 2005. (Wayback Machine)